# Anže Lanišek
Anže Lanišek (Ljubljana, 20 april 1996) is een Sloveens schansspringer. Hij heeft twee zeges in de FIS Summer Grand Prix op zijn naam staan.

## Carrière
Lanišek maakte zijn debuut in de wereldbeker in 2014. In 2015 maakte hij zijn debuut in het Vierschansentoernooi. Na jaren redelijk anoniem te zijn geweest, boekte hij in het seizoen 2017/2018 zeges in de FIS Summer Grand Prix. Eerder won hij al eens een zilveren medaille met Slovenië tijdens een landenwedstrijd in de wereldbeker.

## Resultaten

### Wereldbeker
Eindklasseringen
| Seizoen   | Algemeen | 4S | SV | RA  | W5  | P7  | T5  |
| --------- | -------- | -- | -- | --- | --- | --- | --- |
| 2013/2014 | –        | –  | –  | N/A | N/A | N/A | N/A |
| 2014/2015 | 62       | 65 | –  | N/A | N/A | N/A | N/A |
| 2015/2016 | 25       | 22 | 37 | N/A | N/A | N/A | N/A |
| 2016/2017 | 33       | –  | 31 | 30  | N/A | N/A | N/A |
| 2017/2018 | –        | –  | –  | 45  | –   | 53  | N/A |
| 2018/2019 | 30       | 41 | 37 | 41  | –   | 37  | N/A |
| 2019/2020 | 15       | 21 | 27 | 21  | 20  | N/A | 9   |
| 2020/2021 | 5        |    |    |     |     |     | N/A |

### Wereldbekerzeges
| Datum            | Plaats  | Schans |
| ---------------- | ------- | ------ |
| 28 november 2021 | Kuusamo | HS142  |

### Grand Prix
Eindklasseringen
| Jaar | Plaats |
| ---- | ------ |
| 2015 | 32e    |
| 2016 | 52e    |
| 2017 | Zilver |
| 2018 | 37e    |
| 2019 | 16e    |

Zeges
| Datum             | Plaats en schans   |
| ----------------- | ------------------ |
| 9 september 2017  | Tsjaikovsky HS 140 |
| 10 september 2017 | Tsjaikovsky HS 140 |
| 5 oktober 2019    | Klingenthal HS 140 |